# Даница Панић
Даница Панић (Коцељева, 25. јануар 1922 — Шабац, 28. мај 2015) била је књижевница, филолог и професор српског језика и југословенске књижевности.

## Биографија
Даница Панић рођена је 25. јануара 1922. у Коцељеви где је завршила основну школу. Након Другог светског рата и завршене учитељске школе у Прокупљу, уписала се на студијску групу српскохрватски језик и југословенска књижевност Филолошког факултета у Београду.
Наставу из предмета Српскохрватски језик и југословенска књижевност предавала је у основним школама у Владимирцима и Шапцу, као и у педагошкој академији у Шапцу. У пензију је отишла 1982. године као директор Међуопштинског историјског архива у Шапцу. Као пензионер живела је и радила у Шапцу све до смрти 28. маја 2015. године.
Поезију је објављивала у листовима: Глас Подриња, Просветни преглед, Глас са Дрине, Зорка, Колоквијум, Основац, Први кораци, Наша школа, Тамнавско звонце, У ствари, Подриње, Име, Венац, Провинција, Сава, Мостови, Годишњак Међуопштинског историјског архива Шабац и Зборник радова Педагошке академије Шабац.

## Списак дела
Поред доста написаних песама за децу и младе, Даница Панић објавила је и четири књиге:
1. Зов Ливада, Шабац, 1983.
2. Рој Милије Горданића, Шабац, 1996.
3. Руже и ждралови, Рума-Београд, 2001.
4. Записи, Шабац, 2002.

## Признања и награде
Поред великог броја признања, Даница Панић је и носилац Ордена заслуга за народ са сребрном звездом. Добила је Октобарску награду града Шапца 1977. године.